# Лаланн, Мари Людовик
Мари́ Людови́к Кретье́н Лала́нн (фр. Marie Ludovic Chrétien Lalanne; 23 апреля 1815 — 16 мая 1898) — французский археолог. Брат Леона Луи Лаланна
Ученик Школы хартий, библиотекарь французского Института. Из его работ в своё время были весьма интересны «Recherches sur le feu grégois et sur l’introduction de la poudre en Europe» (1841) и «Dictionnaire historique de la France» (1872).
Curiosités philologiques, géographiques et ethnologiques (сборник статей и заметок, 1855).